# Cumbia sureña
La cumbia sureña es un subgénero de la cumbia boliviana y la cumbia peruana, originado a principios de la década de los 90. Fusión de ritmos locales, la cumbia y el techno. Ejecutada y difundida mayormente en Bolivia, el sur de Perú; contando con una gran popularidad en estos lugares.
Técnicamente es un ritmo de cumbia con compás de 2/4 (de entre 90 y 110 BPM) que se caracteriza por tener una cadencia con un ligero adelanto en las figuras donde van las congas en su base, dándole una falsa apariencia de tresillo a las figuras del ritmo total (Cadencia de Huayno). En este estilo la guitarra eléctrica juega un papel principalmente armónico y los teclados (Sintetizadores) melódicos.

## Orígenes
A principios de la década de los 90 surge una mezcla de ritmos andinos, principalmente el huayno, con cumbia, e interpretados con instrumentos electrónicos, que en esta época eran la novedad, tales como las baterías electrónicas, sintetizadores portátiles, cajas de ritmos, además de bajo electrónico y guitarra eléctrica.
Para darle vida a este estilo se usó la percusión del legendario módulo Yamaha RY30, Sonidos de los sintetizadores clásicos como el Roland D50 y el Korg M1, entre otros de la época.
El pionero de este género musical fue el grupo Los Ronisch de Bolivia con su famosa canción Amigos Traigan Cerveza.
Luego del fenómeno musical que causó esta canción especialmente en el occidente boliviano y el sur del Perú, rápidamente surgieron grupos de este mismo estilo, entre ellos el más destacable el grupo Alaska quienes mantenían la esencia del estilo de los Ronisch aportando con nuevas composiciones de los hermanos Larico Rivera.
En esa misma época también hicieron su aparición en la escena artística del sur del Perú, los primeros grupos de cumbia boliviana, entre los que destacaron: Clímax (de Cochabamba), Enlace (de Sacaba), Iberia (de Oruro) y Maroyu (de Cochabamba). Estos grupos bolivianos tuvieron gran aceptación. Algunos de estos grupos se aventuraron a realizar creaciones musicales con instrumentos electrónicos desvinculadas de la cumbia. Desde esta época, diversos grupos de cumbia de estilo electrónico se formaron en el sur del Perú principalmente en Juliaca, Puno, Tacna, Moquegua y Yunguyo.
A finales de los noventa e inicios del presente siglo, la cumbia sureña acapara la escena musical boliviana y peruana, desde Bolivia llegaba una nueva oleada musical de cumbia, liderada por Los Ronisch (de Cochabamba), después del éxito que gozaban las canciones del grupo Los Ronisch casi inmediatamente empezaron a surgir grupos peruanos y bolivianos, como Alaska, Sociedad de Juliaca con la voz de Franco Rojas de Juliaca, Ada & Los Apasionados de [Tacna], entre otros.
Los grupos más destacados de éste ritmo son: Los Ronisch, Alaska, Sociedad, Sagrado, Grupo Delirios, Coralí, Lagrimas, Zom Lirios, Safari, La Miel, Juveniles Elipsis, Los Puntos del Amor, Son Master, Corassonco, Sangre Fiel, Amaral, Franco Rojas (actual vocalista del grupo Sinceridad), Balazo y Los Genios.